# Gaylussacia orocola
Gaylussacia orocola (englisch Blue Ridge huckleberry) ist eine Pflanzenart aus der Familie der Heidekrautgewächse. Sie ist in den Küstenebenen der südöstlichen Vereinigten Staaten (Louisiana, Mississippi, Alabama, Georgia, Florida) beheimatet.

## Beschreibung
Gaylussacia orocola ist ein Strauch von bis zu 100 Zentimetern Höhe, der gelegentlich kleine Bestände bildet. Die Blüten stehen in Gruppen von 4 … 8 und sind weiß. Die Früchte sind schwarz und vollkommen geschmacksfrei.

## Verbreitung
Die Art wächst in Mooren in den Bergen der südlichen Appalachen.

## Taxonomie
The Plant List, ein Gemeinschaftsprojekt der Royal Botanic Gardens (Kew) und des Missouri Botanical Garden führt das folgende Synonym auf:
- Lasiococcus orocola Small 1933